# Communauté de communes du Pays d’Aubigné
Die Communauté de communes du Pays d’Aubigné ist ein ehemaliger französischer Gemeindeverband mit der Rechtsform einer Communauté de communes im Département Ille-et-Vilaine in der Region Bretagne. Der Gemeindeverband wurde am 23. Dezember 1993 gegründet und bestand aus 10 Gemeinden. Der Verwaltungssitz befand sich im Ort Saint-Aubin-d’Aubigné.

## Historische Entwicklung
Der Gemeindeverband wurde mit Wirkung vom 1. Januar 2017 aufgelöst und seine Mitgliedsgemeinden großteils in die Communauté de communes du Val d’Ille übernommen, die in diesem Zusammenhang auf die neue Bezeichnung  Communauté de communes du Val d’Ille-Aubigné umbenannt wurde. Lediglich die Gemeinde Romazy wurde der Communauté de communes Couesnon Marches de Bretagne zugeteilt.

## Ehemalige Mitgliedsgemeinden
1. Andouillé-Neuville
2. Aubigné
3. Feins
4. Gahard
5. Montreuil-sur-Ille
6. Mouazé
7. Romazy
8. Saint-Aubin-d’Aubigné
9. Sens-de-Bretagne
10. Vieux-Vy-sur-Couesnon